# Hovatoma
Hovatoma is een kevergeslacht uit de familie van de boktorren (Cerambycidae). De wetenschappelijke naam van het geslacht werd voor het eerst geldig gepubliceerd in 1912 door Lameere.

## Soorten
Hovatoma omvat de volgende soorten:
- Hovatoma bothridera (Lameere, 1903)
- Hovatoma impressicollis (Fairmaire, 1901)
- Hovatoma laevis (Fairmaire, 1868)
- Hovatoma perrieri (Fairmaire, 1901)